# Prix d'excellence de la SODEP
Le Prix d'excellence de la SODEP vise à  reconnaître les périodiques culturels québécois.
Depuis plus de 12 ans, ce prix récompense les personnes dont le travail a contribué, de façon exceptionnelle, à la qualité des revues culturelles québécoises.
Répartis en 12 catégories rédactionnelles et visuelles, ce prix offre aux finalistes la chance de remporter une bourse pour soutenir le développement de leur carrière. De plus, leur travail sera mis en lumière à travers une campagne de promotion menée par la Société de développement des périodiques culturels québécois (SODEP),, et honoré lors du Gala de remise des Prix d'excellence de la SODEP.

## Prix Article de fond ou reportage
Ce prix vise à récompenser l’article de fond ou le reportage qui s’est le plus démarqué par son originalité de son sujet ainsi que par la rigueur et la qualité de son traitement. Tous les sujets sont admissibles.
Les critères d’évaluation des candidatures sont : la forme et le fond de l’article, la qualité de la langue, puis le choix du sujet.

### Lauréats
- 2021 : Nicholas Dawson - Diaspora[5]

## Prix Portrait ou entrevue
Ce prix vise à récompenser le meilleur article portant sur un individu ou sur un groupe.
Les critères d’évaluation des candidatures sont : la forme, la rigueur et la vivacité du portrait ou de l’entrevue, l’originalité et la pertinence des informations présentées, puis la qualité de la langue.

### Lauréats
- 2022 : Pascale Monpetit - Où es-tu[6]

## Prix Essai, analyse et théorie
Ce prix vise à récompenser un article qui a contribué de manière remarquable à l’avancement des connaissances dans son domaine ou à l’approfondissement de la réflexion intellectuelle sur un sujet. Cette catégorie cible à la fois les articles savants et les textes d’idées.
Les critères d’évaluation des candidatures sont : la rigueur et la construction de l’argumentation, la cohérence des idées, la contribution au domaine du savoir concerné, puis la qualité de la langue.

## Prix Article de vulgarisation
Ce prix vise à récompenser un article de vulgarisation qui a contribué de façon exemplaire à rendre accessible, à un public non spécialisé, un sujet, une idée ou une théorie.
Les critères d’évaluation des candidatures sont : la pertinence des informations présentées, la qualité et la rigueur des méthodes de vulgarisation employées (linguistique, stylistique et graphique) et la contribution au domaine concerné.

## Prix Recension critique
Ce prix vise à récompenser le meilleur article de recension critique portant sur une œuvre culturelle ou liée à une institution culturelle.
Les critères d’évaluation des candidatures sont : la qualité de la présentation de l’œuvre commentée, la cohérence et la rigueur de l’argumentation, puis la qualité de la langue.

### Lauréat
- 2022 :  Monique Deland, L'art magistral du décalage », Estuaire # 184[7]

## Prix Création littéraire
Ce prix vise à récompenser le meilleur texte de création littéraire, tout genre confondu, paru dans une revue culturelle.
Les critères d’évaluation des candidatures sont : la force et la singularité des textes, l’attention portée à la forme et la qualité de la langue.

### Lauréat
- 2022 :  Mélissa Verreault, Les papillons de nuit[8]
- 2023 : Marie-Pier Lafontaine, Les pompiers aussi allument des incendies[9],

## Prix Création visuelle
Ce prix vise à récompenser une œuvre visuelle remarquable créée pour une revue culturelle. À titre d’exemples : bande-dessinée, photoreportage, œuvre illustrant la page couverture, œuvre ou ensemble d’œuvres, etc.
Les critères d’évaluation des candidatures sont : l’originalité du sujet et du style ainsi que la pertinence de la recherche artistique.

## Prix Page couverture
Ce prix vise à récompenser une page couverture remarquable, tant sur le plan de sa qualité graphique que sur celui de la qualité de la recherche artistique qui sous-tend sa composition. La page couverture doit refléter le travail de collaboration entre le ou la rédacteur-rice en chef, et le oula créateur-rice de l’œuvre.
Les critères d’évaluation des candidatures sont : la qualité graphique, l’efficacité, la pertinence et l’originalité de la recherche artistique, ainsi que la qualité de la composition et de la mise en page.

## Prix Pages intérieures
Ce prix vise à récompenser la composition visuelle et graphique remarquable des pages intérieures d’une revue (l’ensemble des pages ou une sélection de pages).
Les critères d’évaluation des candidatures sont : la qualité graphique, la créativité, la cohésion visuelle avec le sujet de même que la pertinence de la recherche artistique et de la mise en page.

## Prix Voix de la relève Télé-Québec
Ce prix est octroyé à un·e auteur·rice dont l'une des premières œuvres publiées dans une revue culturelle membre de la SODEP en 2023 se démarque par sa qualité exemplaire et laisse présager un avenir prometteur dans le métier. Cette catégorie est réservée aux auteur-rices en début de carrière (sans égard pour l’âge), n’ayant pas plus de trois ans d’expérience en termes de publication dans les revues culturelles membres de la SODEP.
Les critères d’évaluation des candidatures sont : la force et la singularité de l’écriture, la qualité de la langue, puis le traitement du sujet.

### Lauréat
- 2022 : Geneviève Rioux, « Je n’ai pas dit mon dernier souffle / Dossier EG-2018-16378 », Le Sabord, no 119[10].

## Prix Dossier
Ce prix vise à récompenser l’équipe d’une revue culturelle pour la création d’un dossier paru dans un numéro régulier exemplaire en termes de qualité de ses articles, d’originalité de son sujet et de pertinence pour son lectorat.
Les critères d’évaluation des candidatures sont : la qualité globale du dossier et de la présentation des contenus (écrits et visuels), ainsi que la pertinence et l’originalité du sujet traité.

## Prix Revue de l’année
Ce prix vise à honorer la revue culturelle qui s’est le plus distinguée en 2023 et a su interpeller et surprendre, de façon exceptionnelle, le milieu des périodiques culturels. Ce prix est évalué par le jury (50 % de la note) et l’ensemble des revues membres de la SODEP (50 % de la note).
Les critères d’évaluation des candidatures sont : la créativité et le déploiement des réalisations, la contribution exemplaire au développement du milieu des revues culturelles en 2023.

### Lauréats
- 2021 : Moebius
- 2023 : Le Sabord